# Goplana LUX
Goplana LUX – polski monofoniczny, średniej klasy radioodbiornik, zaprezentowany na Międzynarodowych Targach Poznańskich w 1966 r. Wytwarzany w Zakładach Radiowych im. Kasprzaka. Dostosowany do odbioru stacji na falach długich, średnich, krótkich i UKF.

## Charakterystyka
Układ odbiornika (superheterodynowy) o siedmiu obwodach strojonych, zawiera 5 lamp elektronowych (ECC85, ECH81, EBF89, ECL86 i EM84) i 2 diody germanowe (DOG-53).
Zakresy zmienia się przy pomocy przełącznika klawiszowego. Zastosowano klawiszową, skokową, regulację tonów niskich i wysokich przy pomocy klawiszy znajdujących się po skrajnych stronach przełącznika. Odbiornik może być używany jako wzmacniacz dla zewnętrznego gramofonu, źródła sygnału.
Posiada antenę ferrytową, dwa gniazda antenowe (dla zewnętrznej anteny dla zakresów DSK oraz dla anteny dipolowej na zakres UKF o impedancji 300 omów), gniazdo uziemienia, gniazdo DIN wspólne dla magnetofonu i gramofonu, a także gniazdo dla dodatkowego głośnika zewnętrznego.